# بخش براون (شهرستان پالدینگ، اوهایو)
بخش براون (به انگلیسی: Brown Township) یک منطقهٔ مسکونی در ایالات متحده آمریکا است که در شهرستان پولدینگ، اوهایو واقع شده‌است.
 بخش براون ۹۷٫۷ کیلومتر مربع مساحت و ۲٬۲۴۴ نفر جمعیت دارد و ۲۱۴ متر بالاتر از سطح دریا واقع شده‌است.